# Reinhard Dross
Reinhard Dross (* 22. Februar 1931 in Osie/Osche, Polen; † 27. September 2013) war ein deutscher evangelischer Theologe und Religionspädagoge. Er war Professor für Evangelische Theologie und Religionspädagogik an der Pädagogischen Hochschule Niedersachsen und nach deren Integration am Erziehungswissenschaftlichen Fachbereich der Technischen Universität Braunschweig.

## Leben
Dross wurde am 22. Februar 1931 als viertes von sechs Kindern einer Pfarrersfamilie im westpreußischen Osie geboren. Die Familie flüchtete 1945 und lebte seit 1948 in Dortmund. Nach dem Abitur studierte Dross zunächst Germanistik und Geschichte in Bonn. Von 1952 bis 1954 und noch einmal von 1956 bis 1957 arbeitete er im Flüchtlingshilfsdienst CIMADE – einer französischen NGO – in Paris und Berlin. Zwischen 1954 und 1957 studierte er Evangelische Theologie in Münster und Berlin. Darauf folgten Jahre als Lehrvikar, Hilfsassistent und Mitarbeiter in der Evangelischen Akademie Tutzing. Von 1961 bis 1964 war er Assistent an der Theologischen Fakultät der Universität Mainz.
1963 wurde Dross von der Evangelisch-Theologischen Fakultät der Johannes-Gutenberg-Universität Mainz bei Manfred Mezger mit einer Arbeit zu „Religionsunterricht und Verkündigung“ promoviert. 1965 bestand er die Zweite Theologische Prüfung und wurde von der Evangelischen Kirche der Pfalz ordiniert.
Von 1964 bis 1966 war Dross als Dozent an der Pädagogischen Hochschule Göttingen tätig. Zwischen 1966 und 1996 lehrte er als Professor für Evangelische Theologie und Religionspädagogik an der Pädagogischen Hochschule Braunschweig und am Erziehungswissenschaftlichen Fachbereich der Technischen Universität Braunschweig. Neben seiner  Lehrtätigkeit war er zwischen 1968 und 1970 Rektor der Pädagogischen Hochschule und Dekan der Abteilung Braunschweig. Seit 1968 gehörte er dem kirchenreformerischen Braunschweiger „Aktionskreis Kirche und Gesellschaft“ an. Über seine in Hochschule und Landeskirche gesammelten Erfahrungen berichtete er mehrfach kritisch als Zeitzeuge der 68er-Bewegung. Zwischen 1991 und 1993 wurde er Dekan des Erziehungswissenschaftlichen Fachbereichs (Fachbereich 10) der TU Braunschweig. Seine Emeritierung erfolgte 1996.
Dross war mit der Psychologin Margret Dross verheiratet. Das Paar hat zwei Kinder.

## Veröffentlichungen (Auswahl)

### Autobiographisches
- Reinhard Dross: Zeitzeuge der 68er-Bewegung in der Provinz. Ein Erfahrungsbericht aus der Hochschule. In: Folkert Rickers/Bernd Schröder: 1968 und die Religionspädagogik. Neukirchen-Vluyn 2010, 197–203.
- Reinhard Dross: Streiflicht. In: Rainer Lachmann/Horst F. Rupp (Hg.): Lebensweg und religiöse Erziehung. Religionspädagogik als Autobiographie. Band 2. Weinheim 1989, 113–125.

### Als Autor (Auswahl)
- Religionsunterricht und Verkündigung. Systematische Begründung der katechetischen Praxis seit der Dialektischen Theologie. Dissertation. Hamburg 1964.
- Zur Neukonzeption des Religionsunterrichts. Gütersloh 1970.
- Zur intentionalen Ausrichtung des Religionsunterrichts. In: Ulrich Becker/Friedrich Johannsen (Hg.): Lehrplan – kontrovers. Frankfurt 1979.
- Evangelische Religion. München 1981.
- Kriterien für die Analyse von Schulbüchern für den Religionsunterricht im Blick auf das Theorie-Praxis-Problem, in: Bizer, Christoph (Hg. u. a.), Interkulturelles Lernen, Jahrbuch der Religionspädagogik 7, Neukirchen-Vluyn 1991, 179–195.

### Als Herausgeber
- Zeitschrift für die Praxis des christlichen Unterrichts in Schule und Kirche. Verlag Die Spur.
- RU – Zeitschrift für die Praxis des Religionsunterrichts. Calwer – Kösel.

## Würdigung
Zu seinem 60. Geburtstag 1991 verfassten seine Freunde und Kollegen Matthias Hahn, Michael Linke und Harry Noormann den „Braunschweiger Ratschlag zum Religionsunterricht“. In: Der Evangelische Erzieher, 45 (1993) 1, S. 10–22.